# Bloons TD 6
Bloons Tower Defense 6 (w skrócie Bloons TD 6) – gra komputerowa z gatunku tower defense, wyprodukowana przez studio Ninja Kiwi i wydana 13 czerwca 2018 na platformach Android oraz iOS. Jest szóstą grą z serii Bloons Tower Defense. 17 grudnia 2018 gra została udostępniona na platformie Microsoft Windows, a następnie w marcu 2020 na macOS-ie.

## Rozgrywka
Rozgrywka w Bloons TD 6 jest zbliżona do wcześniejszych odsłon serii Bloons Tower Defense. Podobnie jak poprzednie gry, Bloons TD 6 należy do gatunku tower defense. Produkcja wykorzystuje trójwymiarowe modele postaci, rozmieszczane na dwuwymiarowej mapie.
Gracz buduje system obronny składający się z wież (nazywanych w grze „małpami”), których celem jest powstrzymanie wrogich balonów przed dotarciem do końca wyznaczonej ścieżki. Balony pojawiają się w z góry ustalonych falach, przemieszczając się jedną lub kilkoma trasami na mapie. Z biegiem czasu pojawiają się balony bardziej zaawansowane – złożone z kilku warstw i obdarzone specjalnymi właściwościami.
Za każdą przebitą warstwę balonu gracz otrzymuje wirtualną walutę, którą może przeznaczyć na zakup nowych wież lub ulepszanie już istniejących. Każdy rodzaj wieży i każde ulepszenie pełni określoną funkcję w systemie obronnym. Większość wież oddziałuje bezpośrednio na balony – poprzez ich uszkodzenie lub spowolnienie – natomiast niektóre pełnią funkcję wspierającą, wzmacniając działanie innych jednostek.
Gra oferuje wiele map, przy czym początkowo dostępne są wyłącznie najłatwiejsze. Odblokowanie trudniejszych poziomów wymaga ukończenia wcześniejszych etapów. Bloons TD 6 zawiera również różne tryby rozgrywki, które różnią się zasadami i poziomem trudności.
Nowością w serii są tzw. bohaterowie – specjalne wieże, które automatycznie awansują na kolejne poziomy wraz z upływem czasu. Podczas jednej gry gracz może umieścić na mapie tylko jednego bohatera. Niektóre mapy zawierają przeszkody, które ograniczają pole widzenia lub zasięg ataku wybranych wież.

### Specjalne tryby gry
W grze dostępne są również dodatkowe tryby rozgrywki, które wprowadzają unikalne zasady. Tryby te, uporządkowane według rosnącego poziomu trudności, to: Primary Monkeys Only, Deflation, Military Monkeys Only, Reverse, Apopalypse, Magic Monkeys Only, Alternate Bloons Rounds, Double HP MOABs, Impoppable, Half Cash oraz CHIMPS.
Gracze mają możliwość tworzenia własnych wyzwań za pomocą edytora poziomów. Stworzone wyzwania można udostępniać innym użytkownikom za pośrednictwem przeglądarki wyzwań. Kilkukrotnie w ciągu roku organizowane są wydarzenia sezonowe, w których uczestnicy mogą zdobyć tzw. Insta Monkey – darmowe wieże, gotowe do natychmiastowego użycia w większości trybów.
Specjalnym trybem rozgrywki jest Odyssey, w którym gracz musi ukończyć serię map w określonej kolejności. Inną odmianą jest Race, oparta na standardowej rozgrywce, z tą różnicą, że gracz może ręcznie przyspieszać rozpoczęcie kolejnych fal, by ukończyć mapę w jak najkrótszym czasie.
W trybie Boss Bloon oprócz standardowych fal przeciwników pojawia się również sterowiec o dużym zapasie punktów życia, znany jako Bloonarius.

### Waluty
W grze występuje kilka rodzajów walut, które gracze mogą zdobywać i wykorzystywać do odblokowywania dodatkowych funkcji.
Monkey Money to podstawowa waluta, przyznawana m.in. za ukończenie poziomów. Może być wykorzystana do odblokowywania nowych bohaterów, ich skórek oraz aktywowania różnorodnych bonusów w grze.
Punkty wiedzy (ang. Knowledge Points) służą do odblokowywania pasywnych ulepszeń w tzw. drzewku wiedzy, które ułatwiają rozgrywkę na wybranych etapach.
Trofea to rzadka waluta, która umożliwia zakup elementów kosmetycznych, takich jak ozdoby mapy, efekty wizualne lub zmienione animacje. Można je zdobyć wyłącznie poprzez udział w cotygodniowych wydarzeniach, takich jak wyścig, odyseja oraz Boss Bloon.

## Historia
Pierwsze wzmianki o Bloons TD 6 pojawiły się 28 marca 2017 roku na stronie PRLog, gdzie zapowiedziano premierę gry w tym samym roku. Ostatecznie gra została wydana 13 czerwca 2018 roku na platformach Google Play i App Store. Wersja na system Microsoft Windows ukazała się 17 grudnia 2018 roku.
W odróżnieniu od wcześniejszych odsłon serii, Bloons TD 6 jest pierwszą grą z cyklu, która nie została stworzona w technologii Flash.

## Odbiór gry
Bloons TD 6 otrzymała przeważnie pozytywne recenzje od krytyków. Stephen Knightly, sekretarz NZ Game Developers Association, pochwalił głębię rozgrywki, wskazując na atrakcyjną oprawę wizualną i przystępność gry dla szerokiego grona odbiorców, a jednocześnie podkreślając jej złożoność, która może zainteresować bardziej doświadczonych graczy. W swojej wypowiedzi zaznaczył: „Jest zabawna i przyjazna, przez co jest przystępna, ale pod powierzchnią jest dość skomplikowana”. Choć gra została doceniona za różnorodność rozgrywki, krytykowano ją za brak możliwości bezpłatnego powtarzania poziomów.
Harry Slater z Pocket Gamera uznał, że rozgrywka zbyt mocno przypomina poprzednie części serii, co może nie zadowolić graczy poszukujących dłuższego zaangażowania. Z kolei Dennis Zirkler z niemieckiego serwisu GameStar stwierdził, że zawartość gry jest wystarczająco rozbudowana, by wspierać różne style gry, jednocześnie zachowując podstawową różnorodność. Wskazał również, że mikrotransakcje w grze mają charakter opcjonalny i nie wpływają znacząco na satysfakcję z rozgrywki. Krytycznie odniósł się natomiast do konieczności wielokrotnego przechodzenia gry w celu odblokowania nowych map, jednocześnie chwaląc tryb „CHIMPS” za ograniczenie powtarzalnych strategii i wymuszenie bardziej zróżnicowanego podejścia. Nathan Snow z The Spectrum zwrócił uwagę, że mimo atrakcyjnego początku gra z czasem może wydawać się powtarzalna, co wpisuje się w schemat wcześniejszych odsłon serii.
Kreskówkowa oprawa graficzna została pozytywnie oceniona za atrakcyjność dla szerokiego grona odbiorców, szczególnie dzięki połączeniu przystępnej formy z głęboką mechaniką rozgrywki. Recenzenci docenili również złożoność gry oraz rozwinięty system wież jako czynniki wpływające na sukces serii.
Model biznesowy zastosowany w Bloons TD 6 spotkał się z mieszanym odbiorem. Simon Hill z magazynu Wired uznał grę za przykład tytułu premium, który uzasadnia swoją cenę, a jednocześnie oferuje szereg mikrotransakcji – od kosmetycznych dodatków po usprawnienia rozgrywki i dostęp do wydarzeń specjalnych. Chwalił przy tym balans między powtarzalnością a strategiczną głębią, wynikający z progresywnego rozwoju i mechaniki wieżowej obrony. Zwrócił również uwagę na brak reklam zewnętrznych, co odróżnia grę od typowych przedstawicieli modelu freemium. Niektórzy recenzenci krytykowali grę za nadmiar treści oraz połączenie elementów typowych dla gier premium i darmowych, co może wprowadzać nieczytelność modelu monetyzacyjnego.

### Sprzedaż
Bloons TD 6 znalazła się na szczycie listy najlepiej sprzedających się aplikacji już w pierwszym tygodniu od premiery. Według Catherine Harris ze Stuff.co.nz, gra konsekwentnie osiągała wysokie wyniki sprzedażowe wśród płatnych aplikacji na całym świecie w 2018 roku. Harris wskazała również, że sukces Bloons TD 6, obok innych produkcji studia Ninja Kiwi, przyczynił się do rozwoju branży gier w Nowej Zelandii.
Dustin Bailey z serwisu PCGamesN odnotował rosnącą popularność tytułu na platformie Steam oraz zainteresowanie grą w serwisie Twitch.
Jak zauważył redaktor Kotaku Australia, przychody nowozelandzkiego sektora gier komputerowych w 2019 roku przewyższyły przychody analogicznej branży w Australii. Do głównych czynników tego wzrostu zaliczono m.in. sukces Bloons TD 6, a także tytuły takie jak Path of Exile od studia Grinding Gear Games i Valleys Between autorstwa Little Lost Fox.

### Rozwój gry
Bloons TD 6 jest regularnie aktualizowana przez twórców. Aktualizacje obejmują zarówno poprawki balansu rozgrywki, jak i wprowadzenie nowej zawartości, w tym wież, map, trybów gry i funkcji społecznościowych.
Ben Goodman z PC Gamera chwalił Bloons TD 6 za aktywną społeczność, wysoki poziom rywalizacji i regularne aktualizacje, które urozmaicają rozgrywkę, a także poprawiają równowagę w grze.
Na sukces serii Bloons TD zwróciła uwagę również firma inwestycyjna Modern Times Group, która doceniła działania studia Ninja Kiwi związane z rozwojem gier z gatunku tower defense.